# Mulheres na História do Mundo
Mulheres na História do Mundo: Uma Enciclopédia Biográfica é uma obra de referência em 16 volumes constituída por biografias de mulheres notáveis. Inclui biografias de cerca de 10.000 mulheres e também gráficos genealógicos de famílias nobres e algumas entradas conjuntas sobre várias mulheres (como "Astronautas: Mulheres no Espaço"). O trabalho abrange mulheres de todas as esferas sociais, incluindo todas as nacionalidades, e particularmente mulheres cujas vidas não estão bem documentadas em outros trabalhos.
Depois de nove anos de trabalho, a enciclopédia foi finalmente publicada em 1999, sob comando da editoraAnne Commire . Foram mais de 300 colaboradores, no total. Ganhou a Medalha de Dartmouth em 2001 por trabalhos de referência excepcionais da American Library Association.

## Leituras adicionais
- Commire, Anne, ed. (1999). Women in world history: A biographical encyclopedia. Waterford, CT: Yorkin Publications, Gale Group. ISBN 0787640808
- Moffitt, Sally (2000). «Review of Women In World History: A Biographical Encyclopedia. 16 vols». Reference & User Services Quarterly. 40 (2): 189–191. ISSN 1094-9054. JSTOR 41241333
- Omidsalar, Teresa Portilla (2001). «Outstanding Reference Sources 2001». American Libraries. 32 (5): 48–52. ISSN 0002-9769. JSTOR 25645904